# Gasparia nebulosa
Gasparia nebulosa és una espècie d'aranyes araneomorfes de la família dels toxòpids (Toxopidae). Fou descrit per primera vegada per B.J. Marples el 1956.

## Distribució
Aquesta espècie és endèmica de Nova Zelanda.